# Robert Jurmain
Robert Jurmain es profesor emérito de antropología en la Universidad Estatal de San José. 
Tiene una licenciatura en antropología de UCLA y un doctorado. en Antropología Biológica de Harvard.  Se incorporó a la facultad del estado de San José en 1975 y enseñó allí hasta su jubilación en 2004. 
Es autor o coautor de tres libros de texto sobre antropología física.  Además, su monografía Historias del esqueleto: reconstrucción conductual en osteología humana (Gordon y Breach, 1999, ISBN 90-5700-541-7) analiza el problema de determinar lo que hizo una persona, basándose únicamente en marcadores en los huesos de la persona, como fracturas o evidencia de osteoartritis. Demuestra que gran parte de las inferencias de este tipo en el pasado se han basado en razonamientos defectuosos o circulares y, en cambio, sostiene que se requiere un enfoque más riguroso para este tipo de investigación. 